# Iniistius umbrilatus
Iniistius umbrilatus là một loài cá biển thuộc chi Iniistius trong họ Cá bàng chài. Loài cá này được mô tả lần đầu tiên vào năm 1901.

## Từ nguyên
Tính từ định danh của loài cá này trong tiếng Latinh có nghĩa là "có bóng đổ" (hậu tố atus chỉ tính từ), hàm ý có lẽ đề cập đến những dải đốm đen trên cơ thể của chúng.

## Phạm vi phân bố và môi trường sống
I. umbrilatus có phạm vi phân bố ở Bắc Thái Bình Dương. Đây là một loài đặc hữu của quần đảo Hawaii.
I. umbrilatus sống trên nền đáy cát ở độ sâu khoảng từ 6 đến 76 m.

## Mô tả
Chiều dài cơ thể tối đa được ghi nhận ở I. umbrilatus là 17,5 cm. Trán dốc và cứng chắc là điểm đặc trưng của hầu hết các loài thuộc chi Iniistius. Điều này giúp chúng có thể dễ dàng đào hang dưới cát bằng đầu của mình.
Cơ thể có màu xám nhạt với một dải đen ở bên thân, nằm bên dưới khoảng 5 gai vây lưng và lan rộng đến dưới gốc vây ngực (hoặc chỉ dừng lại ở đường bên đối với một vài cá thể). Vảy trên bụng, bên dưới dải đen này có viền xanh lam trắng. Các vây có màu xám nhạt, riêng vây lưng có một đốm đen nhỏ ở trên màng vây đầu tiên. Cá con có màu nâu sẫm, gần như hoàn toàn là màu đen lốm đốm trắng; các vây trong mờ với 2 đốm đen lớn trên vây lưng.
Số gai ở vây lưng: 9; Số tia vây mềm ở vây lưng: 12; Số gai ở vây hậu môn: 3; Số tia vây mềm ở vây hậu môn: 12.

## Sinh thái và hành vi
I. umbrilatus sống theo từng nhóm, với một con đực trưởng thành đứng đầu và cai quản toàn bộ những con cá cái trong hậu cung của nó. Mỗi con cá cái đều có một lãnh thổ của riêng nó.

### Trích dẫn
- J. E. Randall; J. L. Earle (2002). “Review of Hawaiian Razorfishes of the Genus Iniistius (Percifonnes: Labridae)” (PDF). Pacific Science. 56 (4): 389–402. Bản gốc (PDF) lưu trữ ngày 5 tháng 2 năm 2022. Truy cập ngày 25 tháng 2 năm 2021.